# Katzental (Schonwald)
Das Gebiet Katzental ist ein mit Verordnung vom 30. Juli 2003 durch die Körperschaftsforstdirektion Tübingen ausgewiesener Schonwald (Schutzgebiet-Nummer 200030) in Baden-Württemberg.

## Lage
Der Schonwald umfasst einen Teil der Schwäbischen Alb zwischen Blaubeuren und Blaustein. Er befindet sich am nördlichen Hang der Blau im Alb-Donau-Kreis.
Er liegt im Staatswald Blaustein auf Teilflächen der Abteilungen 9 und 10 des Distrikts 18 „Gairen“ und umfasst einen Teil des Flurstücks 1017/0.0 in Flur 2 Gerhausen auf Gemarkung
Blaubeuren, Stadt Blaubeuren. Der Schonwald liegt vollständig im Landschaftsschutzgebiet Blaubeuren. 
Das Gebiet ist Teil des FFH-Gebiets Blau und Kleine Lauter sowie des Vogelschutzgebiets Täler der Mittleren Flächenalb.
Im südlichen Teil des Schonwalds liegt das Naturdenkmal Brunnenstein.
Im Schutzgebiet liegen die Biotope 
Felsen im Katzental W Arnegg (3) mit der Biotopnummer 275254252376, Felsen im Katzental W Arnegg (2) mit der Biotopnummer 275254252370,
Kleebwald im Katzental W Arnegg mit der Biotopnummer 275254252379, Felsiger Oberhang im Katzental W Arnegg mit Biotopnummer 275254252377,
Blockhalde im Katzental W Arnegg mit der Biotopnummer 275254255016, Wald an der Ulmer Halde W Arnegg mit der Biotopnummer 275254255018,
Felsen an der Ulmer Halde W Arnegg (2) mit der Biotopnummer 275254252382, Felsen an der Ulmer Halde W Arnegg (1) mit der Biotopnummer 275254252380,
Felsen im Katzental W Arnegg (1) mit der Biotopnummer 275254252368, Felsen beim Katzental W Arnegg mir der Biotopnummer 275254252378,
Sukzessionen Brunnenstein W Arnegg mit der Biotopnummer 275254252364, Trockenhang beim Brunnenstein W Arnegg mit der Biotopnummer 275254252365,
und Magerrasenrest und Feldgehölz am Waldrand westlich Arnegg mit der Biotopnummer 175254252815.

## Vegetation
Im Schonwald kommen laut Biotopkartierung die folgenden Pflanzen vor:
Berg-Ahorn, Gewöhnliche Haselwurz, Braunstieliger Streifenfarn, Nesselblättrige Glockenblume, Schöllkraut, Gemeine Hasel, Rotbuche, Gemeine Esche,
Gewöhnliche Goldnessel, Gemeiner Efeu, Ausdauerndes Silberblatt, Wald-Bingelkraut, Mauerlattich, Hain-Rispengras, Schwarzer Holunder,
Fuchssches Greiskraut, Sommerlinde, Ähriges Christophskraut, Wald-Zwenke, Pfirsichblättrige Glockenblume, Stachel-Segge, Maiglöckchen,
Weißdorne, Echter Seidelbast, Echter Wurmfarn, Gewöhnlicher Spindelstrauch, Waldmeister, Wald-Labkraut, Ruprechtskraut, Habichtskräuter,
Rote Heckenkirsche, Nickendes Perlgras, Weißwurzen, Echte Schlüsselblume, Purgier-Kreuzdorn, Große Brennnessel, Echter Baldrian,
Weiße Schwalbenwurz, Feldahorn, Spitzahorn, Giersch, Buschwindröschen, Rispige Graslilie, Aronstab, Gewöhnliche Berberitze,
Wald-Trespe, Rundblättrige Glockenblume, Finger-Segge, Gewöhnliche Waldrebe, Kohldistel, Hohler Lerchensporn, Gewöhnlicher Dornfarn,
Kletten-Labkraut, Wald-Labkraut, Dürrwurz, Gefleckte Taubnessel, Frühlingsknotenblume, Buntes Perlgras, Immenblatt, Oregano,
Vielblütige Weißwurz, Echtes Salomonssiegel, Stieleiche, Platanen-Hahnenfuß, Gabel-Leimkraut, Echte Mehlbeere, Bergulme, Knoblauchsrauke,
Echte Betonie, Gemeine Hainbuche, Gemeiner Wirbeldost, Berg-Weidenröschen, Zypressen-Wolfsmilch, Wald-Erdbeere, Blaugrünes Labkraut,
Wiesen-Labkraut, Blutroter Storchschnabel, Stinkende Nieswurz, Breitblättriges Laserkraut, Wald-Flattergras, Schlehdorn, Traubeneiche,
Stachelbeere, Weiße Fetthenne, Heilwurz, Kalk-Blaugras, Aufrechter Ziest, Gewöhnlicher Löwenzahn, Edel-Gamander, Wolliger Schneeball,
Veilchen, Genfer Günsel, Mauerraute, Sichelblättriges Hasenohr, Alpen-Distel, Berg-Segge, Eingriffeliger Weißdorn, Immergrünes Felsenblümchen,
Mandelblättrige Wolfsmilch, Schaf-Schwingel, Gewöhnlicher Hufeisenklee, Magerwiesen-Margerite, Gewöhnlicher Liguster, Hirschwurz-Haarstrang,
Gold-Hahnenfuß, Hundsrosen, Rispen-Steinbrech, Tauben-Skabiose, Nickendes Leimkraut, Berg-Leinblatt, Vogel-Wicke, Gemeiner Wacholder,
Rauhaarige Gänsekresse, Gewöhnliche Goldrute, Gewöhnliche Felsenbirne, Berg-Aster, Fieder-Zwenke, Berg-Kronwicke, Schwarzwerdender Geißklee,
Pfingstnelke, Wald-Habichtskraut, Berg-Johanniskraut, Weidenblättriger Alant, Gewöhnlicher Hornklee, Kleine Bibernelle, Waldhyazinthen,
Frühlings-Fingerkraut, Gewöhnliche Kuhschelle, Steinbeere, Straußblütige Wucherblume, Berg-Gamander, Breitblättriger Thymian, Winterlinde,
Gemeine Schafgarbe, Gemeiner Odermennig, Aufrechte Trespe, Wollkopf-Kratzdistel, Roter Hartriegel, Faulbaum, Echtes Labkraut, Gemeine Fichte,
Waldkiefer, Feld-Steinquendel, Echter Wundklee, Sand-Schaumkresse, Hügel-Meier, Weidenblättriges Ochsenauge, Silberdistel, Flockenblumen,
Acker-Hornkraut, Alpen-Pippau, Wilde Möhre, Kartäusernelke, Gewöhnlicher Natternkopf, Echter Schaf-Schwingel, Bleicher Schwingel,
Gewöhnlicher Fransenenzian, Gelbes Sonnenröschen, Kleines Habichtskraut, Echtes Johanniskraut, Pyramiden-Schillergras, Steifhaariger Löwenzahn,
Hopfenklee, Wiesen-Wachtelweizen, Sommerwurzen, Steppen-Lieschgras, Spitzwegerich, Mittlerer Wegerich, Großblütige Braunelle,
Kleiner Wiesenknopf, Scharfer Mauerpfeffer, Pracht-Königskerze, Großer Ehrenpreis, Wicken, Große Klette, Gewöhnlicher Glatthafer,
Bärenschote, Echte Zaunwinde, Wiesen-Flockenblume, Knäuelgräser, Gewöhnlicher Rot-Schwingel, Echte Nelkenwurz, Echter Wiesenhafer,
Acker-Witwenblume, Kriechende Hauhechel, Wiesen-Rispengras.

## Schutzzweck
Der Schutzzweck des Schonwalds ist gemäß Schutzgebietsverordnung
- die Erhaltung und Entwicklung naturnaher Laubwaldgesellschaften an Hangstandorten mit Übergängen in Steilhang-, Schlucht- und Felsbereiche, v. a. Kleebwald, Ahorn-Ulmenwald, Ahorn-Eschenwald, Ahorn-Lindenwald mit Leucojum vernum, Corydalis cava, Lunaria rediviva, Chrysosplenium alternifolium, Gagea lutea etc.

## Betreuung
Wissenschaftlich betreut wird der Schonwald durch die Forstliche Versuchs- und Forschungsanstalt Baden-Württemberg (BVA).